# Síugrás az 1994. évi téli olimpiai játékokon
Az 1994. évi téli olimpiai játékokon a síugrás versenyszámait február 20. és 25. között rendezték Lillehammerben. Három versenyszámban avattak olimpiai bajnokot. A versenyeken magyar versenyző nem vett részt.

## Éremtáblázat
(A rendező nemzet csapata eltérő háttérszínnel, az egyes számoszlopok legmagasabb értéke, vagy értékei vastagítással kiemelve.)
| Az 1994. évi téli olimpiai játékok éremtáblázata síugrásban | Az 1994. évi téli olimpiai játékok éremtáblázata síugrásban | Az 1994. évi téli olimpiai játékok éremtáblázata síugrásban | Az 1994. évi téli olimpiai játékok éremtáblázata síugrásban | Az 1994. évi téli olimpiai játékok éremtáblázata síugrásban | Olimpia  |
| ----------------------------------------------------------- | ----------------------------------------------------------- | ----------------------------------------------------------- | ----------------------------------------------------------- | ----------------------------------------------------------- | -------- |
|                                                             | Ország                                                      | Arany                                                       | Ezüst                                                       | Bronz                                                       | Összesen |
| 1.                                                          | Németország (GER)                                           | 2                                                           | 0                                                           | 1                                                           | 3        |
| 2.                                                          | Norvégia (NOR)                                              | 1                                                           | 2                                                           | 0                                                           | 3        |
|                                                             |                                                             |                                                             |                                                             |                                                             |          |
| 3.                                                          | Japán (JPN)                                                 | 0                                                           | 1                                                           | 0                                                           | 1        |
|                                                             |                                                             |                                                             |                                                             |                                                             |          |
| 4.                                                          | Ausztria (AUT)                                              | 0                                                           | 0                                                           | 2                                                           | 2        |
|                                                             |                                                             |                                                             |                                                             |                                                             |          |
| Összesen                                                    | Összesen                                                    | 3                                                           | 3                                                           | 3                                                           | 9        |

## Érmesek
| Az 1994. évi téli olimpiai játékok érmesei síugrásban |                                                                                      |       |                                                                                     |       |                                                                                          |       |
| Versenyszám                                           | Arany                                                                                | Arany | Ezüst                                                                               | Ezüst | Bronz                                                                                    | Bronz |
| Normálsánc                                            | Espen Bredesen · Norvégia (NOR)                                                      | 282,0 | Lasse Ottesen · Norvégia (NOR)                                                      | 268,0 | Dieter Thoma · Németország (GER)                                                         | 260,5 |
| Nagysánc                                              | Jens Weißflog · Németország (GER)                                                    | 274,5 | Espen Bredesen · Norvégia (NOR)                                                     | 266,5 | Andreas Goldberger · Ausztria (AUT)                                                      | 255,0 |
| Csapatverseny                                         | Németország (GER) · Hansjörg Jäkle · Dieter Thoma · Christof Duffner · Jens Weißflog | 970,1 | Japán (JPN) · Nisikata Dzsinja · Okabe Takanobu · Kaszai Noriaki · Harada Maszahiko | 956,9 | Ausztria (AUT) · Heinz Kuttin · Christian Moser · Stefan Horngacher · Andreas Goldberger | 918,9 |